# Lonesome Crow
Lonesome Crow är den tyska hårdrockgruppen Scorpions debutalbum, utgivet i februari 1972. Albumet producerades av Conny Plank.

## Låtlista
1. "I'm Going Mad" - 4:53
2. "It All Depends" - 3:25
3. "Leave Me" - 5:04
4. "In Search of the Peace of Mind" - 4:55
5. "Inheritance" - 4:40
6. "Action" - 3:54
7. "Lonesome Crow" - 13:28

## Medverkande
- Michael Schenker - gitarr
- Klaus Meine - sång
- Rudolf Schenker - gitarr
- Wolfgang Dziony - trummor
- Lothar Heimberg - basgitarr